# 渭水春風
《渭水春風》（英語：The Impossible Times）是以台灣日治時期非暴力抗日運動領袖蔣渭水一生為藍本的音樂劇，由台北市文化局委託音樂時代劇場創作。劇中同時使用閩南語、日語與賽德克語。
本劇由楊忠衡擔任藝術總監，並與林建華共同編劇，冉天豪作曲與編曲，作詞為蔣渭水、向陽、楊忠衡、林建華、連啟傑，導演符宏征。其他創作人員還有伍錦濤（舞蹈設計）、王孟超（舞台設計）、林恒正（服裝設計）、黃祖延（燈光設計）、魏世芬（歌唱詮釋指導）。
《渭水春風》為2010年台北藝術節重點節目，2010年9月首演後被文建會選為「中華民國建國一百年經典好戲」，也被中華戲劇協會選為澳門華文戲劇節之台灣參展作品。中國大陸亦對此劇表示興趣，但因音樂時代劇場不願為政治因素對音樂劇進行修改而放棄至中國大陸巡演。
《渭水春風》因飾演女主角之洪瑞襄於2012年去世而停止巡演，直至2016年由林姿吟接演女主角才又重新演出，2018年後因飾演男主角之殷正洋辭演音樂劇而再度停止巡演。
《渭水春風》是音樂時代劇場製作第三部以台灣為題材的音樂劇，前兩部分別是《四月望雨》與《隔壁親家》，合稱「台灣音樂劇三部曲」。

## 曲目表

### 第一幕
- 序曲
- 世界恬靜落來的時（蔣渭水、陳甜）
- 水淹七軍（歌伎阿珠旦）
- 勇敢的水兵（水野靜夫、稻垣藤兵衛、佐佐木、眾酒客）
- 英雄出少年（李文俊、許老闆、周先生、李先生）
- 愈來愈遠的夢（蔣渭水）
- 敢是哪裡曾相見（蔣渭水、陳甜、稻垣藤兵衛、李菜）
- 轉場
- 一碗裝不滿的米（阿鬼、貧民窟居民）
- 轉場
- 台灣臨床講義（蔣渭水、陳甜）
- 台灣風雲起（林獻堂）
- 台灣是我們的名（陳其昌、林獻堂、蔣渭水、眾青年）
- 天降大使命─台灣文化協會會歌（蔣渭水、陳甜、群眾）

### 第二幕
- 皇恩浩大（日本貴族、群眾）
- 喇叭是我老大（鱸鰻頭、阿猴、阿呆）
- 牢舍銘（蔣渭水、鱸鰻頭、阿猴、阿呆）
- 秋風讀未出阮的相思（蔣渭水、陳甜）
- 轉場
- 免驚月娘失光明（稻垣藤兵衛、李菜）
- 轉場
- 夢迴中山（蔣渭水）
- 我們的時代─同胞須團結，團結真有力（蔣渭水、陳其昌、眾黨員）
- 東海狂濤嘆迷濛（林獻堂）
- 哀歌（塔道諾干）
- 射日的祖先正伸手（賽德克長老、眾族人）
- 奮戰
- 回到祖靈身邊（賽德克長老、眾族人）
- 真相（蔣渭水、陳甜、稻垣藤兵衛、陳其昌）
- 孤星（蔣渭水）
- 夢中行過（蔣渭水、陳甜）
- 普羅亡救主（群眾）
- 世界恬靜落來的時

## 演出時間與主要演員
- 2018年10月20-21日、28日「2018永恆追憶版」（大稻埕戲苑、桃園展演中心展演廳）

復排導演：高俊耀

蔣渭水：殷正洋　飾／陳甜：林姿吟　飾／林獻堂：林伯龍　飾／稻垣藤兵衛：江翊睿　飾／李菜：鐘筱丹　飾／塔道諾干：徐詣帆　飾／邱君強指揮長榮交響樂團
- 2016年3月4-6日「2016永恆追憶版」（大稻埕戲苑）

蔣渭水：殷正洋　飾／陳甜：林姿吟　飾／林獻堂：程伯仁　飾／稻垣藤兵衛：江翊睿　飾／李菜：鐘筱丹　飾／塔道諾干：徐詣帆　飾／邱君強指揮長榮交響樂團
- 2011年11月18日-19日（圓滿戶外劇場）

蔣渭水：殷正洋　飾／陳甜：洪瑞襄　飾／林獻堂：程伯仁　飾／稻垣藤兵衛：江翊睿　飾／李菜：羅美玲　飾／塔道諾干：徐詣帆　飾／流浪舞蹈劇場／邱君強指揮長榮交響樂團
- 2011年5月20日-22日（臺北國家戲劇院) (共5場）

蔣渭水：殷正洋　飾／陳甜：洪瑞襄　飾／林獻堂：程伯仁　飾／稻垣藤兵衛：江翊睿　飾／李菜：羅美玲　飾／塔道諾干：徐詣帆　飾／流浪舞蹈劇場／邱君強指揮長榮交響樂團
- 2011年1月28日-29日（高雄市立文化中心至德堂）

蔣渭水：殷正洋　飾／陳甜：洪瑞襄　飾／林獻堂：程伯仁　飾／稻垣藤兵衛：江翊睿　飾／李菜：羅美玲　飾／塔道諾干：徐詣帆　飾／流浪舞蹈劇場
- 2011年1月8日-9日（臺中中山堂）

蔣渭水：殷正洋　飾／陳甜：洪瑞襄　飾／林獻堂：程伯仁　飾／稻垣藤兵衛：江翊睿　飾／李菜：羅美玲　飾／塔道諾干：徐詣帆　飾／流浪舞蹈劇場
- 2010年9月10日-12日（臺北國家戲劇院）(共5場)

蔣渭水：殷正洋　飾／陳甜：洪瑞襄　飾／林獻堂：程伯仁　飾／稻垣藤兵衛：江翊睿　飾／李菜：羅美玲　飾／塔道諾干：徐詣帆　飾／流浪舞蹈劇場／邱君強指揮台北市立交響樂團

## 外部連結
- 《渭水春風》官方網站
- 「音樂時代劇場」官方網站